# Apiocera lavignei
Apiocera lavignei är en tvåvingeart som beskrevs av Mont A. Cazier 1985. Apiocera lavignei ingår i släktet Apiocera och familjen Apioceridae. Inga underarter finns listade i Catalogue of Life.